# Międzyhorce
Międzyhorce (ukr. Межигірці) – wieś na Ukrainie, w  obwodzie iwanofrankiwskim, w rejonie halickim.

## Zabytki
- zamek[2], wybudowany z drewna w części wsi zwanym Zamczyskiem[3].